# 陳歐珀
陳歐珀（1962年10月12日—），中華民國政治人物，民主進步黨籍。宜蘭縣員山鄉農家子弟，基層公務人員出身，曾任立法委員、民主進步黨立法院黨團書記長、臺灣省議員等職務。
2023年5月21日，陳歐珀因屢被其他政黨質疑可能涉入im.B詐騙案，為顧全選情自行宣佈退選立委，但亦表態會捍衛清白，民進黨後改徵召陳俊宇接替參選宜蘭立委並當選；日後檢廉搜陳歐珀住處查扣關鍵筆記本，收「im.B」詐騙吸金案主嫌800萬。

## 從政經歷
1995年宜蘭縣三星鄉代理鄉長
因宜蘭縣的省議員劉守成於1997年12月20日就職宜蘭縣長，經補選後於1998年2月3日宣誓就職臺灣省第10屆臺灣省議員
參與2001年區域立法委員選舉22,516票落敗。
2005年第4屆中華民國國民大會代表（任務型國大）。
2005年代表民進黨參選宜蘭市長選舉，以八百多票差距敗給黃定和。
2012年代表民進黨參選宜蘭立委。2012年1月14日立委選舉中，並以51.7%，九千餘票之差擊敗連任多屆立委的林建榮，成為單一選區兩票制施行以來首位民進黨籍宜蘭立委。
2016年擊敗前國民黨縣議員李志鏞，順利連任。
2018年，爭取蘇花公路東澳~南澳段道路改善工程，亦表示地方上也有民意希望將蘇花改沒有包含的路段都納入第2期工程的評估；另也爭取國道五號直接銜接蘇花改。
2018年1月30日代表民進黨黨參選第18屆宜蘭縣縣長選舉，以『活力宜蘭 進步新政』為競選主軸 ，最後以11.25%得票率、28,158票的差距敗給深耕宜蘭多年擔任過三屆宜蘭縣議員、二屆羅東鎮鎮長的中國國民黨籍縣長候選人林姿妙。
2020年參選立法委員連任獲得121,526票、得票率為46.23%，在泛藍分裂下擊敗對手前縣長呂國華，但得票率較上屆衰退，成為2008年單一選區兩票制施行以來首位以未過半選票當選連任的宜蘭縣選舉區立法委員。
2023年5月10日，民進黨中央提名陳俊宇參選2024年中華民國立法委員選舉；5月21日，陳歐珀宣布退選。
2023年5月19日，宜蘭縣議會民進黨黨團要求黨中央儘速調查該案，當日深夜在社群媒體聲明，宣布退出2024宜蘭立委選舉。

## 聲援林義雄
2014年4月22日，為聲援前任民進黨主席林義雄的反核禁食行動，在立法院議場同步禁食，25日上午因體力不支而暈倒，送往台大醫院急診救治。

## 爭議事件

### 騷擾馬英九母親身後事
2014年5月5日，陳歐珀透過國安局表達要到殯儀館向總統馬英九母親秦厚修致意的訊息，總統府公共事務室主任陳永豐隨即打電話表示馬家不設靈堂、不發訃聞、不辦公祭，一切從簡，若陳歐珀仍想到場，最好在上午8時至9時30分的火化期間，在火化室外向秦厚修的照片致意，並明確表明二殯現場只有照片，其他什麼都沒有，一切從簡，家屬也不會在場。當日中午許多媒體報導陳在火化現場表示馬家禮數不周，怠慢賓客，並稱陳「鬧場」、「闖靈堂」、「硬闖」、「批評馬家不盡人情」隨後民進黨中央譴責陳歐珀的行為不當，並交由民進黨立法院黨團議處。
7日上午，陳歐珀在立法院鞠躬表示歉意，但澄清沒有不敬；同日鴻海集團董事長郭台銘針對此事批评陳「我認為他的行為，比禽獸還不如」，並表示準備發起罷免活動。
8日下午，陳歐珀特別回到宜蘭縣鞠躬道歉，並表示會概括承受相關的罷免活動。
9日，民進黨立法院黨團決議將陳歐珀停權半年，而陳也自行辭去立法院外交及國防委員會召集委員，以表歉意。

### 靈堂鬧場爭議澄清與還原
因被控在馬英九總統的母親秦厚修靈前「鬧場」，遭到社會各界撻伐。北市議員陳建銘事後透過從民眾提供的錄影畫面，發現陳歐珀當天到場僅約10分鐘，在致哀後就離開會場，並無疑似鬧場的行為。國策顧問黃越綏也曾在臉書發文為陳歐珀澄清，經過與當事人求證，確定陳事先有徵得總統府同意後才前往，並無要求簽名或提供淨水去晦氣等鬧場行為；經過靈堂鬧場事件，本人一直與「白目」畫上等號，於三立政論節目《鄭知道了》中感性表達這中間心路歷程，他首先表達自己在事件過後不斷的反省自己的行為，並再一次還原事情的經過。陳歐珀強調只要人行得正、做得端，就不需要擔心任何流言蜚語。節目當中也為自己的低敏感政治度或政治智慧不足做了不好的示範並造成，而引發社會不安的議論，向社會大眾再一次致歉。

### 指OPPO侵犯本人版權
2016年10月11日，陳歐珀向國家通訊傳播委員會主委詹婷怡質詢時，他表示手機品牌OPPO侵犯了本人版權，有人打去他的立委辦公室稱手機有沒有打折優惠。OPPO執行長陳明永對此回應感到無奈，指“歐珀”是公司名，“OPPO”是品牌名稱，並反問“有什麼問題”。詹婷怡回應時會提醒公司避免使用「歐珀」這個名字去宣傳品牌。
在網路節目《琳惟不亂》的訪談中，被主持人沈玉琳重新揶揄問他本人是否有使用OPPO手機，本人苦笑一番，因為OPPO品牌中文名稱跟陳「歐珀」本名一模一樣，陳歐珀表示他沒有在大陸投資，公司也不是他的更沒有使用過OPPO手機，當許多朋友來問他時他覺得十分有趣，所以才會質詢這題，他表示自己比較LKK，對3C科技並不是十分了解，在質詢時造成大家的誤解與笑話，他感到十分抱歉，也認為政治人物用詞應該更為精準，讓他學到一課。

### 水泥業關係
立法院經委會審查《礦業法》修正草案，「地球公民基金會」召開記者會揭露收受「水泥及礦石產業」政治獻金的經委會44位立委名單，陳歐珀名列收台幣100萬元以上的名單內。

### 《道路交通管理處罰條例》修法爭議
立法院第10屆第3會期交通委員會第7次全體委員會議，提出《道路交通管理處罰條例》第七條之一修正草案，提案主張交通違規初犯先勸導、再犯才舉發，此提案最終被交通部否決。最後經交通委員會全體決議，通過交通部與警政署共同提出的草案，該草案經警政署徵詢各級警政機關意見，以警力有限不堪負荷為由，加上質疑民眾檢舉器材多為手機，懷疑設備有誤差，認為應限縮民眾可檢舉項目以提升警察執法效能，待限縮檢舉通過後，違規事件將改由民眾報案處理，警員必須親自抵達現場，而非以往的電腦作業，交通議題關注者認為反而造成警力更加吃緊，簡訊報案的氾濫則會壓縮身心障礙者報案權益；YoutuberCheap長期關注台灣交通議題，更點名怒嗆陳歐珀是「中華民國違停之父」。

### 接受im.B吸金案主嫌提供座車、服務處辦公空間
2023年5月18日，前立委黃國昌踢爆，詐騙集團im.b的羅東大樓，是陳歐珀競選後援會與辦公室。當日，陳歐珀回應指控，強調自己不知道（im.B負責人）曾國緯從事詐騙、並表示自己未從中獲取利益；更說明自己願意捐出，對所收入之租金作為對詐欺受害人的補償，也對自己在不知情的情況下所接受的贊助感到愧歉。事隔3日，在黃國昌接續爆料，以及宜蘭縣民進黨議會黨團11名議員聯名建請中央黨部盡速調查及說明的情況下，陳歐珀於5月21日晚間聲明退出2024立委選舉。2024年8月，法院裁定陳歐珀與詐騙案無涉。2025年3月25日，民進黨廉政會確認陳歐珀在IMB事件中未有任何違法或不當行為。

### 涉嫌收受賄賂
陳歐珀被指控涉嫌於立委任內收受物流公司賄賂違反《貪污治罪條例》；2025年6月4日，台北地檢署對陳歐珀搜索約談並聲押禁見，台北地方法院在訊後裁定收押禁見2個月，其後被判延押。

## 他人評價
2011年1月，前法務部長陳定南兒子陳仁杰抨擊陳歐珀消費陳定南。而後陳定南遺孀張昭義於選前兩天發表聲明，對於陳歐珀坦然面對「點燈宜蘭河」事件表示感動，也希望陳歐珀在政治和人生會有不同體悟，並對陳仁杰造成的風波表達歉意。

## 選舉紀錄
| 年度 | 選舉屆數               | 選舉區       | 所屬政黨   | 得票數  | 得票率 | 當選標記 | 備註 |
| ---- | ---------------------- | ------------ | ---------- | ------- | ------ | -------- | ---- |
| 1998 | 第十屆臺灣省議員補選   | 宜蘭縣選舉區 | 民主進步黨 | 116,197 | 58.30% |          |      |
| 2001 | 第五屆立法委員選舉     | 宜蘭縣選舉區 | 民主進步黨 | 22,516  | 11.03% |          |      |
| 2005 | 第十五屆宜蘭市市長選舉 | 宜蘭縣宜蘭市 | 民主進步黨 | 21,930  | 48.24% |          |      |
| 2012 | 第八屆立法委員選舉     | 宜蘭縣選舉區 | 民主進步黨 | 127,303 | 51.69% |          |      |
| 2016 | 第九屆立法委員選舉     | 宜蘭縣選舉區 | 民主進步黨 | 120,393 | 53.67% |          |      |
| 2018 | 第十八屆宜蘭縣縣長選舉 | 宜蘭縣       | 民主進步黨 | 95,609  | 38.22% |          |      |
| 2020 | 第十屆立法委員選舉     | 宜蘭縣選舉區 | 民主進步黨 | 121,526 | 46.23% |          |      |

## 著作
- 《寫畫人生》(台北：望春風文化事業股份有限公司，2010)
- 《一心主張 吾土吾民》（高雄：河洛圖書出版社，2016）
- 《颱風天的孩子》（高雄：河洛圖書出版社，2017）
- 《153個堅持》(高雄：河洛圖書出版社，2018）

## 外部連結
- 陳歐珀的Facebook專頁
- YouTube上的
- 臺灣省議會議員陳歐珀 （页面存档备份，存于）